# 布埃諾斯艾雷斯 (努魯姆區)
布埃諾斯艾雷斯（西班牙語：Buenos Aires），是巴拿馬的城鎮，位於該國西北部，由恩戈貝-布格雷特區的努魯姆區負責管轄，面積62.7平方公里，海拔高度508米，2010年人口1,856，人口密度每平方公里29.6人。